# Alexander Amponsah
Alexander Amponsah (* 12. September 1997 in Accra) ist ein ghanaischer Fußballspieler.

## Karriere
Alexander Amponsah erlernte das Fußballspielen in den Jugendmannschaften von Sports Council FC, King Solomon FC und CFR Cyprus FC. Die Saison 2017/18 spielte er in Malaysia beim unterklassigen Naga UKS FC. Wo er von Juli 2018 bis Juni 2020 unter Vertrag stand, ist unbekannt. Am 1. Juli 2020 unterschrieb er ub Myanmar einen Vertrag beim  Erstligisten Rakhine United. Mit dem Verein aus Sittwe spielte er neunmal in der ersten Liga. Hierbei erzielte er einen Treffer. Im Februar 2021 ging er wieder nach Malaysia, wo er sich dem PDRM FC anschloss. Hier stand er bis Dezember 2022 unter Vertrag. Im Januar 2023 zog es ihn nach Bahrain. Hier verpflichtete ihn der Erstligist Sitra Club.